# S.C. Michela Fanini Rox
S.C. Michela Fanini Rox (voluit: Società Ciclista in memoria di Michela Fanini, UCI-teamcode: MIC) is een Italiaanse wielerploeg voor vrouwen, die in 1999 is opgericht door Brunello Fanini, ter herinnering aan zijn dochter Michela Fanini. Zij was een talentvolle wielrenster die in 1994 overleed op 21-jarige leeftijd na een auto-ongeluk, drie maanden nadat ze de Giro Rosa had gewonnen. De ploeg werd opgeheven in 2018.

## Renners

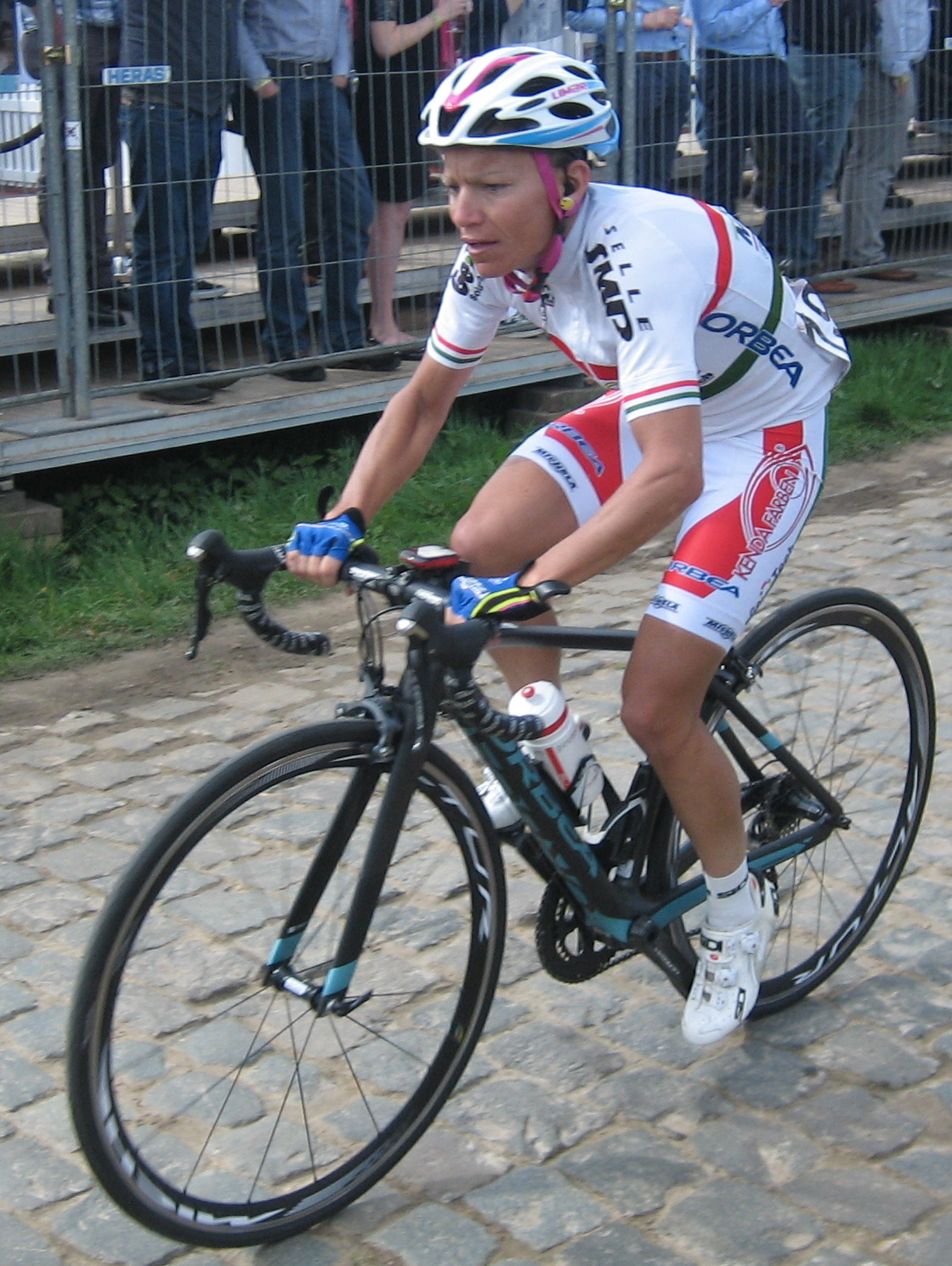
Hongaars kampioen Mónika Király in de Ronde van Vlaanderen 2017.

### 2018
| Naam               | Geboortedatum | Nationaliteit | Vorige ploeg                     |
| ------------------ | ------------- | ------------- | -------------------------------- |
| Francesca Balducci | 01-05-1996    | Italië        |                                  |
| Sara Barbieri      | 28-06-1991    | Italië        |                                  |
| Lilibeth Chacón    | 01-03-1992    | Venezuela     | Bizkaia-Durango                  |
| Anna Ceoloni       | 08-10-1991    | Italië        | Servetto Footon                  |
| Alessia Dal Magro  | 21-08-1998    | Italië        |                                  |
| Elisa Dalla Valla  | 16-01-1998    | Italië        |                                  |
| Leonora Geppi      | 09-12-1999    | Italië        |                                  |
| Mónika Király      | 10-11-1983    | Hongarije     |                                  |
| Greta Marturano    | 14-06-1998    | Italië        |                                  |
| Olha Sjekel        | 28-05-1994    | Oekraïne      | Bizkaia-Durango                  |
| Jevgenija Vysotska | 11-12-1975    | Oekraïne      | Conceria Zabri-Fanini-Guerciotti |

### Bekende ex-rensters
- Karin Aune (2011-2012)
- Michela Balducci (2014-2016)
- Valentina Bastianelli (2007-2008, 2014)
- Nicole Brändli (2004)
- Aleksandra Boertsjenkova (2012)
- Annalisa Cucinotta (2006-2008)
- Barbara Guarischi (2010)
- Małgorzata Jasińska (2011)
- Jutatip Maneephan (2017)

- Sara Mustonen (2007)
- Flávia Oliveira (2009)
- Edwige Pitel (2013-2017)
- Edita Pučinskaitė (2003-2004)
- Tetjana Rjabtsjenko (2014)
- Sari Saarelainen (2016)
- Regina Schleicher (2010)
- Carmen Small (2009)
- Grete Treier (2007, 2010-2013)

## Belangrijke overwinningen
1999
Trofeo Alfredo Binda - Comune di Cittiglio, Fany Lecourtois
2002
GP Ouest France, Regina Schleicher
GP Castilla y Leon, Regina Schleicher
2004
2e etappe Bay Cycling Classic, Hayley Brown-Rutherford
1e etappe Emakumeen Bira, Katia Longhin
2e etappe Giro d'Italia Donne, Edita Pučinskaitė
GP Carnevale d'Europa, Nicole Brändli
 Eindklassement Trophée d'Or Féminin, Edita Pučinskaitė
Etappes 2 en 5, Katia Longhin
Etappe 4, Edita Pučinskaitė
GP Ouest France, Edita Pučinskaitė
2e etappe Giro della Toscana Int. Femminile - Memorial Michela Fanini, Edita Pučinskaitė
2005
1e etappe Central Valley Classic, Annette Beutler
 Eindklassement Joe Martin Stage Race, Lynn Gaggioli-Brotzman
1e etappe, Lynn Gaggioli-Brotzman
3e etappe Le Tour du Grand Montréal, Annette Beutler
2006
1e en 2e etappes Eko Tour Dookola Polski, Annalisa Cucinotta
3e etappe 3 Eko Tour Dookola Polski, Karin Aune
2007
Skandis GP, Sara Mustonen
Falu, Sara Mustonen
1e etappe Tour de Pologne Feminin, Grete Treier
3e etappe Laxå 3-dagars, Sara Mustonen
Solleröloppet, Sara Mustonen
Soldvarvi GP, Sara Mustonen
 Eindklassement Söderhamns 3-dagars, Sara Mustonen
Etappes 1a, 1b en 2a Söderhamns 3-dagars, Sara Mustonen
2008
Classica Citta di Padova, Annalisa Cucinotta
4e etappe (ITT) Tour de Pologne Feminin, Daiva Tušlaitė
2010
 Eindklassement Tour de Limousin, Grete Treier
1e en 3e etappe Tour de Limousin, Grete Treier
2e etappe Tour de Limousin, Edwige Pitel
2011
 Eindklassement Tour de Limousin, Grete Treier
 Eindklassement Vuelta Feminina a Guatemala, Verónica Leal Balderas
1e etappe, Verónica Leal Balderas
2012
 Eindklassement Tour of Adygeya, Aleksandra Boertsjenkova
2e etappe, Aleksandra Boertsjenkova
2013
4e etappe Giro della Toscana Int. Femminile - Memorial Michela Fanini, Aude Biannic
2016
Proloog NEA, Sari Saarelainen
5e etappe Tour de l'Ardèche, Edwige Pitel
2018
Horizon Park, Jevgenija Vysotska
5e etappe Ronde van Colombia, Lilibeth Chacón

### Kampioenschappen
2007
 Ests kampioen tijdrijden, Grete Treier
 Ests kampioen op de weg, Grete Treier
 Zweeds kampioen op de weg, Sara Mustonen
2009
 Italiaans kampioen op de weg, Monia Baccaille
2010
 Oekraïens kampioen op de weg, Nina Ovcharenko
2011
 Ests kampioen tijdrijden, Grete Treier
 Ests kampioen op de weg, Grete Treier
 Mexicaans kampioen tijdrijden, Verónica Leal Balderas
 Israëlisch kampioen op de weg, Ellah Michal
2012
 Ests kampioen tijdrijden, Grete Treier
 Ests kampioen op de weg, Grete Treier
2013
 Ests kampioen tijdrijden, Liisi Rist
 Ests kampioen op de weg, Liisi Rist
2014
 Oekraïens kampioen tijdrijden, Tetjana Rjabtsjenko
 Ests kampioen tijdrijden, Liisi Rist
 Ests kampioen op de weg, Liisi Rist
2015
 Ethiopisch kampioen op de weg, Eyerusalem Kelil
 Ethiopisch kampioen tijdrijden, Eyerusalem Kelil
2016
 Ethiopisch kampioen tijdrijden, Eyerusalem Kelil
 Frans kampioen op de weg, Edwige Pitel
 Hongaars kampioen op de weg, Mónika Király
 Hongaars kampioen tijdrijden, Mónika Király
2017
 Hongaars kampioen op de weg, Mónika Király
 Hongaars kampioen tijdrijden, Mónika Király
2018
 Oekraïens kampioen op de weg, Olha Sjekel